# 内山あきこ
内山 あきこ（うちやま あきこ、1994年6月3日 - ）は、日本のタレント、女優、歌手、グラビアアイドル。
茨城県出身。愛称は、あきりん。
所属事務所は株式会社リフォルマ、フリーの期間を経てアルファベットプロモーションに所属、
現在の所属事務所は、フリーとなっている。
アーティストとしては、ぷらもカンパニーに所属している。

## 人物
- キャッチフレーズは『チャームポイントは声と、笑ったときの、おっきなくち～！』。
- サンリオキャラクターのぐでたまが大好きで、自称「ぐでたまアイドル」略して「ぐでドル」。
- 漢字が苦手。(後述)
- 父親と2人暮らしをしている。

### 趣味
アプリゲーム、アニメ、音楽、美味しいものを食べること。

### 特技
利きチョコ、自撮り、寝ること。

### 好きな食べ物
お寿司、アイス、ユッケ、チョコ、甘いもの全般、つけ麺、梨、りんご

### 漢字
漢字が非常に弱く、よく読み間違いをする。  例）相模原→すもう
後述の「あきりん大集合！」にも豆乳を「まめちち」と読み間違いをしているがそのまま歌詞に採用となった。

### イメージソング
FM高松にて一緒に番組MCを担当している、宮原まお（まーやP）によるプロデュース楽曲「あきりん大集合！」をイメージソングとしている。
歌詞に出てくる「あきりんって呼ばんかーい！」をキャッチコピーとしている。
- 本人の好きな食べ物だけで構成されている。

- 自己紹介ソングということもあり、『＼_(･ω･`)ｺｺ重要！』などよく使う口癖などが盛り込まれている。

なお「あきりん大集合！」はFM高松「あきりん・まーやPのしーすーカウントアップ」のエンディングテーマ曲。
2019年2月28日、きなこバンドとして出演したライブにて1stマキシシングルが発売することを発表。

### たちみがきのうた
- 前述のように漢字に弱いため、達磨（だるま）を「たちみがき」と読んでしまったことから楽曲の制作が始まることとなった。

- イベントで間奏中にお菓子を配るパフォーマンスをすることがある。

- SHOW ROOM配信ではダルマのギフトを貰うと本楽曲を歌うことが定番となっている。

### きなこバンド
内山あきこの楽曲プロデュースを行うまーやPを中心に集められた内山あきこのバンド。

#### メンバー
ギター：宮原まお（まーやP）
ベース：村田優（4M）
ドラム：ヒガシタカシ、おがわ、たける

## 略歴
2018年4月2日より初のラジオレギュラー番組、FM高松「あきりんとまーやPのしーすーカウントアップ」が放送開始。
2019年9月3日にぷらもカンパニーより、1st Single『あきりん大集合！』をリリースすることを発表。
同年9月20日～11月17日まで全国9か所11店舗のCDショップにてインストアツアーが決定。
12月に配信限定シングル「わけ」、2020年1月に配信限定シングル「青春ミラクル」をリリースすることを発表。
2020年3月1日より、ぷらもカンパニーが株式会社バードランドミュージックエンタテインメント内になったことにより正式にレーベル所属アーティストとなる。
同年7月8日に1st Single「あきりん大集合！」に収録されている3曲をサブスクリプション含め、配信サイトでのリリース決定。
12月1日より、ぷらもカンパニーが再独立のため、再び、ぷらもカンパニーの所属アーティストとなる。
2021年9月6日にまーやPとの漫才コンビ「だるま壱番屋」としてM-1グランプリ2021に出場。

## 出演

### 舞台
- THE 吉見麻美公演｢一生の砂」（2015年9月16日 - 23日、笹塚ファクトリー） - リーダー 役
- ユーキース・エンタテインメント vol.19 園田英樹演劇祭 ミュージカル｢バックホーム｣（2016年7月5日 - 18日、SPACE 梟門） - 矢舞田彩子 役
- チェンジオブワールド（2017年6月20日 - 25日、日暮里d-倉庫） - 柚月雪菜 役
- 若宮亮プロデュース フラワースタジオ公演vol.2 ｢ゆさゆさ｣（2017年10月24日 - 11月5日、四谷フラワースタジオ） - 小川雄大 役
- 若宮亮プロデュース+黒薔薇少女地獄「Gothic&Lolita Fantasia」（2018年1月30日 - 2月12日）-少女 役
- 劇団アニマル王子 15周年記念　第21回公演 「歓喜風体花乃紅彩画」（2018年3月28日 - 4月1日、築地本願寺ブディストホール）-幸/なあ姫 役
- フォーエスエンタテインメント・ぷらもカンパニー主催　「早稲田の中心でRockを叫ぶ！！略してワセチュウ！」(2021年10月1日 - 10月3日、早稲田RiNen) - 三浦さやか 役

### テレビ
・「BRASH UP BOUT!!」（2019年10月28日）-チバテレビ

### ラジオ

#### レギュラー番組
- 「あきりんとまーやPのしーすーカウントアップ」（2018年4月2日 -）FM高松

ゲスト出演
- 「熱烈スタートライン″Piers″のピアラジ815！」（2018年5月7日）FM高松
- 「Saturday Music Power〜Next Stage〜」（2019年1月19日）レインボータウンFM

### DVD
- 「あきりん〜LV.22〜」（2017年2月、スパイスビジュアル）

### Web番組
- WALLOP「ガチャ組withあきりんのお手を拝借！」（2014年）
- kawaiianTV 愛ドルLabo（2015年）
- スカパー！「★笑わせnight★(Vol,41)」サブＭＣ（2018年）

### その他
- パチンコ「ＣＲ仄暗い水の底から」美津子 役

## ディスコグラフィー
| 発売日       | タイトル         | 収録曲 |
| ------------ | ---------------- | --- |
| 2019年9月3日 | あきりん大集合！ | 1.あきりん大集合！(作詞：宮原まお/作曲：宮原まお/編曲：宮原まお) 2.たちみがきのうた(作詞：宮原まお/作曲：宮原まお/編曲：宮原まお) 3.愛のカタチ(作詞：4M/作曲：4M/編曲：4M) |

ミュージックビデオ
- まーやPソロプロジェクト

2019年8月11日　「きなこ」　ゲストボーカル

配信限定シングル
2019年12月4日　『わけ』
2020年1月11日『青春ミラクル』

## ライブ出演
2018年8月10日　まーやP Birthday Live「宮原まつり Vol.1」　大久保HOT SHOT
2019年2月24日　おらとりっく×GARNET共同主催「オラとNET Vol.1」 早稲田RiNen
　　　 8月10日　まーやP Birthday Live「宮原まつり Vol.2」　早稲田RiNen
　　　 9月14日 内山あきこ 1st Single『あきりん大集合！』レコ発ライブ"闇鍋"   早稲田RiNen
　　　 9月23日 BRASH UP BOUT!!　ライブゲスト　池袋オペラハウス
2020年12月20日　まーやP Birthday Live「宮原まつり Vol.3〜4ヶ月遅れてすんません〜」早稲田RiNen
2021年8月10日　  まーやP Birthday Live「宮原まつり Vol.4～夢叶う～」 下北沢ベイド

## インストアイベント
1st Single『あきりん大集合！』リリース記念イベント
2019年9月20日　HMVイオンモール水戸内原店
　　　  9月21日　タワーレコードアリオ亀有店
　　　  9月27日　タワーレコード水戸オーパ店
　　　  9月28日　タワーレコードセブンパークアリオ柏店
　　　  9月29日　タワーレコード浦和店
　　　 10月20日　タワーレコード名古屋パルコ店
　　  　10月22日　タワーレコード静岡店
　　　 10月26日　タワーレコード大阪梅田マルビル店
　　　 11月3日　 タワーレコード高松丸亀町店
　　　 11月16日　HMVイオンモール岡山店
　　　 11月17日　TSUTAYA十日市店